# متروی بغداد
مترو بغداد یک سامانه حمل و نقل همگانی در بغداد پایتخت عراق است. مقرر شده است ساخت و ساز این قطار شهری در سال ۲۰۲۳ آغاز و در سال ۲۰۲۷ به پایان برسد. شرکت های آلستوم فرانسه و هیوندای کره جنوبی اجرای این پروژه ۲.۵ میلیارد دلاری را که هدف آن کاهش ازدحام جاده ها در پایتخت است، انجام خواهند داد.

## پیشینه
صدام حسین پروژه متروی چند میلیارد دلاری را در سال ۱۹۸۳ برای کاهش ازدحام و ترافیک در خیابان های بغداد راه اندازی کرد. به دلیل جنگ ایران و عراق، این پروژه نتوانست به پایان برسد.
از زمان حمله آمریکا به عراق در سال ۲۰۰۳، به دلیل ایجاد منطقه سبز و همچنین کاهش محدودیت های مالکیت خودرو، مشکلات ترافیکی در بغداد به طور قابل توجهی افزایش یافته است.
در نوامبر ۲۰۰۸، صابر العیساوی، شهردار بغداد، طرح ساخت مترو به ارزش ۳ میلیارد دلار را اعلام کرد.  در این طرح متروی بغداد شامل ۲ خط است. یک خط از شهرک صدر تا اعظمیه امتداد داشت. خط دیگر مرکز بغداد را به حومه غربی آن متصل می کرد. هر خط ۲۰ ایستگاه خواهد داشت.
در فوریه ۲۰۱۱، قراردادی با آلستوم برای ساخت یک خط ۲۵ کیلومتری از مرکز بغداد تا حومه شمالی ادهمیه، حی الحريه، کاظمین و الشعب امضا شد. مدتی بعد در سال ۲۰۱۱، آلستوم و دولت عراق یادداشت تفاهمی (MOU) برای طراحی، ساخت و راه اندازی خط ریلی سریع بغداد-بصره امضا کردند.
در سال ۲۰۱۷، مقامات مترو اعلام کردند که یادداشت تفاهمی برای توسعه پروژه‌های ریلی شهری در بغداد و بصره توسط دولت عراق و آلستوم امضا شده است. براساس این تفاهم نامه قطار سبک شهری به طول ۲۰ کیلومتر که مستنصریه، شعب، وزیریه، پل الصرافیه، الخادمیه، فرودگاه المثنی و علاوی را به هم متصل می کند.
در سال ۲۰۱۹، اعلام شد که یک کنسرسیوم فرانسوی-کره جنوبی ساخت و ساز مترو را در سال ۲۰۲۰ با هزینه ۲.۵ میلیارد دلار آغاز خواهد کرد.
در فوریه ۲۰۲۲، اعلام شد ساخت و ساز مترو در سه ماهه دوم ۲۰۲۲ آغاز می شود و در سال ۲۰۲۷ به پایان می رسد. لازم به ذکر است که بودجه این پروژه تصویب نشده است. این ساخت و سازها توسط دو شرکت آلستوم و هیوندای کره جنوبی صورت خواهد گرفت.
در دسامبر ۲۰۲۲، اعلام شد که متروی بغداد در بودجه ۲۰۲۳ وزارت حمل و نقل گنجانده شده است. متروی بغداد دارای ۱۴ ایستگاه خواهد بود و طول آن ۳۱ کیلومتر است. ساخت آن در سال ۲۰۲۳ یا ۲۰۲۴ آغاز می شود.